# 香港植民地史 (1800年代-1930年代)
本頁では、1800年代から1930年代にかけてのイギリス領香港の歴史を記述する。
イギリスが香港を支配する時代は、イギリス、オランダ、フランス、インド、アメリカ合衆国が中国を世界最大の未開発市場と見た19世紀に始まった。イギリス帝国は1840年に3年後にグレートブリテンおよびアイルランド連合王国の女王になるヴィクトリア女王の下で領有権を主張しようとして最初にして最も攻撃的な遠征軍の一つを派兵した。後に香港として知られることになる領域は、中華帝国の最後の王朝から得たものである。
僅か数十年と言う短い期間に香港は未開発の岩山の地域から世界貿易の主要な自由貿易港となった。阿片戦争と一連の条約でイギリスはこの地域を1997年まで合法的に領土と主張できた。東洋と西洋の思想と文化に劇的な違いが無かったので、初期の社会的・経済的問題は、植民地に存在しなかった。それにもかかわらず、香港は工業化と近代化を推し進める東アジアの最初の地域の一つになる機会を得た。

## 領域開発

### 交易開始

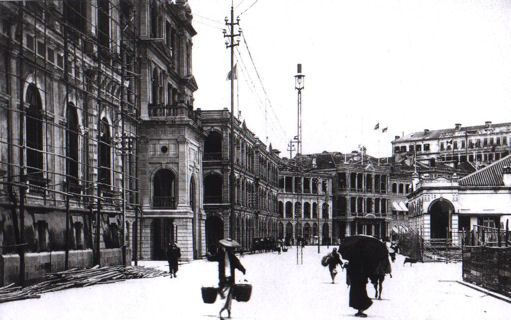
香港の通り、1865年

18世紀末までにイギリス帝国は貿易の世界で隆盛を極め世界を席巻していた。中国はイギリスへの主要なお茶の輸出国であり、国内では1830年までにイギリス市民一人当たり2ポンドに当たる中国茶3000万ポンドを賄っていた。イギリス経済からすると中国茶は大班（外国人、例えば中国のイギリス人実業家）に巨大な富を齎す故に重要な商品であり、お茶に掛かる関税は、政府の収入の10％を占めていた。
イギリスの外交官は、中国皇帝に対して三跪九叩頭の礼を行うことを好まなかった。多くは宗教上の活動と見ていて、逆に対等に扱われることを好んだ。清といえども王と宮廷は、イギリスの使節をお茶、絹、東アジアの商品を求めてくる文明化されていない外国人といつも見ていた。この時期、中国の社会構成では儒教譲りのものとして自らを富ますだけの市民と見ていたために商人の地位は低かった（農民より低く奴隷よりは高かった）。
初期にお茶と交換に中国に売られた商品にイギリスの置き時計、腕時計、ミュージックボックスがあった。こうした商品は、お茶との不均衡な貿易を改善するには十分なものではなかった。中国は銀に強い欲求を強めていた。1757年にインドのベンガル地方を領有化すると、イギリスはアヘンに手を伸ばした。アヘンは水を浄化させる溶剤として西洋で用いられた。一方、中国では常用性の麻薬として吸うのに使われた。ベンガルには巨大な財政赤字があり、その為に薬物依存症を新たに齎したが、アヘン輸出は政府の税収増に用いられた。林則徐はアヘンを交易に用いることに反対する立場から1839年にヴィクトリア女王に手紙を書いた中国の欽差大臣となる。港にあった2万箱以上のアヘンを没収し、焼き捨てた。

### 衝突

イギリスは香港島を1842年に獲得し、九龍半島を1860年に獲得し、新界を1898年に租借した。

女王はこのイギリス製品破壊行為を侮辱と見て、イギリスの「古代の商業権」を守る最初の遠征軍を送った。阿片戦争（1839年-1842年）はイギリス海軍のチャールズ＝エリオット大佐とイギリス海兵隊のアンソニー＝ブラックスランド＝ストランスハム大佐の手で始められた。一連の中国側の敗北を経て香港島は1841年1月20日にイギリスに占領された。サルファー陛下号のエドワード＝ベルチャー卿は、1841年1月25日に香港に上陸した。中国名は水坑口街というが、ポセッション・ストリートはこの事件を記念するために存在している。
提督ゴードン＝ブレマー卿はイギリスの国旗を掲げ、香港を1841年1月26日に英国領だと宣言した。そこには1841年4月に海軍貯蔵庫が建設された。
香港島は初めて戦時中の寄港地としてイギリスに用いられ、東インド会社が舟山市の島に永続的な商業基地を設けようとしたとはいえ、エリオットは長期的な観点から島を私有化した。占領に関する見せ掛けの権威は、エリオット大佐と広東省省長の間で交渉が行われた。穿鼻草約が締結されたが、北京の清王朝は承認しなかった。後に香港島は南京条約に基づいて1842年にイギリスに割譲され、この時にイギリス領になった。
阿片戦争は表向きは中国に対して貿易を自由化させる戦争であった。香港の基地とともにイギリスの貿易商、阿片商人などの商人は、東洋で「自由貿易」を行う都市を立ち上げた。ラッセル家、ジョン＝パーキンス＝カシング、フォーブス家のようなアメリカの阿片商人や商業銀行家は、まもなくこの貿易に加わることになる。イギリスはアロー戦争（1856年-1858年）を正式に終わらせた1860年の北京条約に基づき九龍半島に対する永久租借を勝ち取った。
1898年、イギリスは周辺地域がイギリス領でないと香港を守れないと考えた。その答えとして第二次北京条約と題する99年の租借が、立案され、実行され、新界を加えることで香港領域の著しい拡張が行われた。租借は1997年6月30日深夜に期限を迎えることになった。

## 人口統計学

### 人口
イギリスの国旗が1841年1月26日に水坑口街に翻った頃の香港の人口は、約7450人であった（殆どは沢山あった沿岸の村に住む蛋民や客家の炭焼き人であった）。1850年代に多くの中国人が、太平天国の乱の為に中国から香港に逃れてくることになる。大陸の洪水、台風、飢饉のような事件でも、大混乱から逃れる場所として香港がその役割を演じることになった。
1865年の人口調査によると、香港には12万5504人が住み、その内の2000人が欧米人であった。1914年、第一次世界大戦中の植民地での攻撃を恐れた中国人6000人が出国したにもかかわらず、1916年の53万人から1925年の72万5000人、1941年の160万人に増え続けた。

### 隔離
自由貿易港を創設することで、その始めから香港を主要な貨物集散地とし、香港人を同様に中国やヨーロッパから魅惑していた。人種隔離政策が残り、イギリスの植民地政策や姿勢の為に方向付けていた。イギリスで教育を受けた中国人上流階級が19世紀後半までに増えたにもかかわらず、山頂区保留条例のような人種法によりヴィクトリア・ピークのようなエリート地域に中国人は住めなかった。多数派を占める中国人は、初期の段階では公務員になる機会は殆どなかった。しかし、例外的に何啓卿や何啓東のような人物もいた。香港の階層制度における自らの立場を受け入れ、政府と中国人の主要な橋渡し役を演じた。何啓卿は立法会の非公式議員であった。何啓東は香港が1911年の中国の最後の王朝が滅亡してからの新しい家であることを中国市民に認識して欲しかった。財政肥大化による億万長者として香港の人口を占めるのは、純粋な先住民ではないことを強調した。

## 文化

### 生活様式

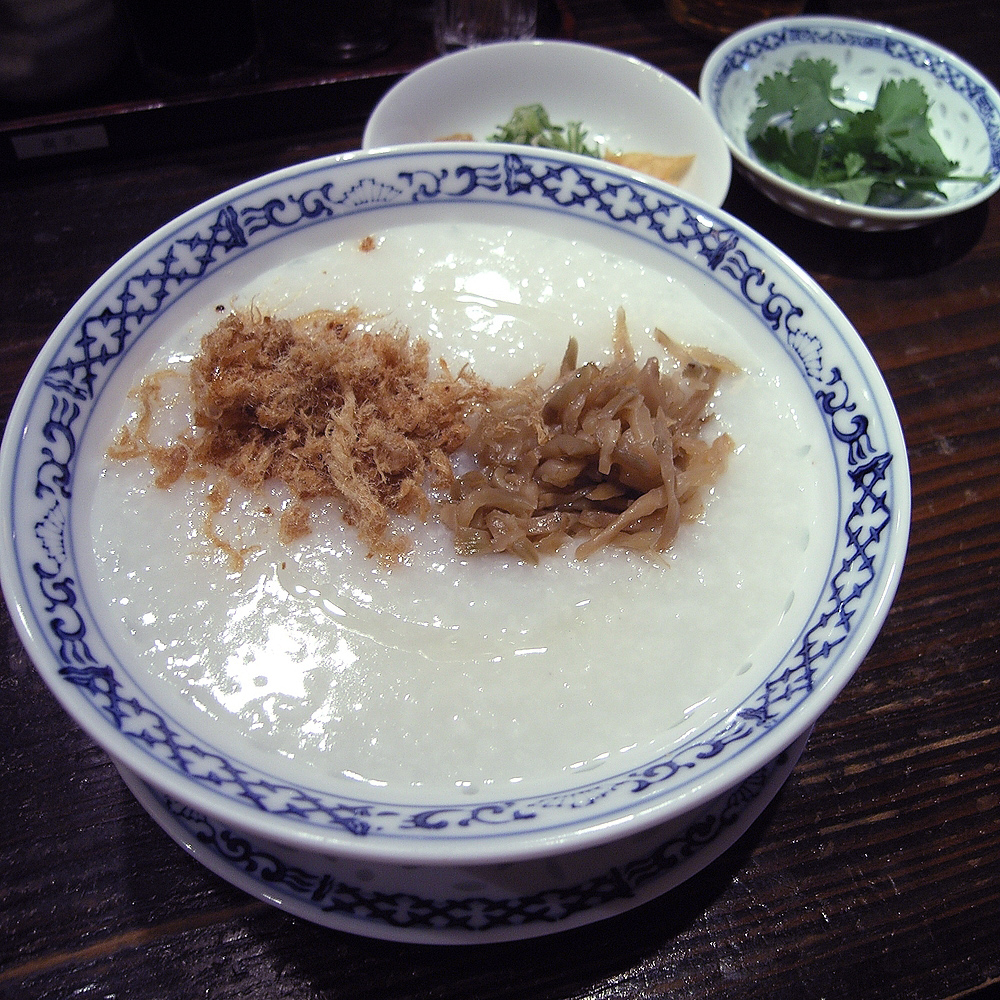
粥、植民地時代の大衆的な朝食

植民地化した香港東部は、主としてイギリス人に捧げられ、競争場、練兵場、兵舎、クリケットやポロのグランドで埋め尽くされた。西部は中国人の商店、大衆市場、茶室があった。香港の茶文化はこの時代に始まり、飲茶に発展した。最も大衆的な朝食の一つが、魚とオオムギの入った粥であった。
1800年代中葉、商人の多くが、絹、ヒスイを売ろうとし、精神的な安定を得られる場所に開店しようと風水の助けを得ようとした。苦力のような下層階級は、きつい仕事で将来良い地位が得られるとの考えに達した。そして香港で船頭、商人、運搬人、猟師として成功することで、中国で最も一般的な広東の港を踏み出そうとした。1800年までに香港の港は、大陸の輸出の27％、輸入の37％を取り扱うことになった。
イギリスの旅行家イザベラ・バードは、1870年代の香港をヴィクトリア朝の社会が唯一楽しめる快楽と娯楽に満ち溢れていると言った。また宮廷、ホテル、郵便局、商店、市庁舎、美術館、図書館、建造物にこの時代の印象的な礼儀作法を見出した。多くのヨーロッパ人実業家が、事業を行おうと香港に行った。大班または「大尽」と見られた。大班の有名な溜まり場の一つが、皇后大道の香港会所であった。

### 教育
1861年、フレデリック・ステュアートは東洋に西洋式の哲学を導入する香港の教育制度を創設することになった。この寄与が香港を近代化できたとする中国人と中国では近代化は行われなかったと主張する中国人の主要な転回点になっているとの論争がある。教育は西洋式の財務、科学、歴史、技術を香港文化に齎した。現代中国の父孫文も、香港の中央書院で教育を受けた。

### 法と秩序
1843年に立法会が創設された。香港総督は一般に初期の東アジアにおけるイギリスの特命全権大使であった。政務司司長も法律部門で補佐することになった。
植民地の警察は、香港の犯罪を扱う為に1840年代に創設された。中国の基準により植民地香港の刑法は、ばかばかしいほどに漠然としていて寛大だとみなされた。威嚇するものが欠如していることで、犯罪を増加させる主な原因を作り出していたかもしれない。保良局は女性の拉致と売春と対峙する為に創設された最初の組織の一つになった。海における犯罪も、カットラスや回転式拳銃を手に入れる海賊がいる為に一般的なものになった。

### 流行病と災害
腺ペストの第三次流行が1880年代に中国で発生した。1894年春までに約10万人が大陸で死亡したといわれている。1894年5月に腺ペストは香港の太平山の中国人が密集する地域に拡大した。月末までに約450人が腺ペストで死亡した。多い時で1日に100人が死亡し、この年全部で2552人が死亡した。腺ペストは貿易には非常に有害で、植民地から中国人10万人が一時出国することになった。ペストは次の30年間香港で問題であり続けた。1870年代、台風がある夕べに深夜までに最高位に達して香港を襲った。6時間で約2000人が生命を失った。

## 経済

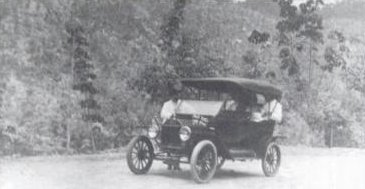
香港の第一世代の自動車

### 交通
香港の成長は、ビクトリア・ハーバーを通う市民や貨物の国内輸送によって大きく違った。スターフェリーやヨーマティフェリーが創業すると、非常に重要であることを証明することになった。1843年に植民地は私企業の造船所で最初の船を建造した。顧客には後にフィリピンのスペイン政府や中国海軍がいた。ピークトラムは1904年にトラムの営業開始とともに1888年に創業した。最初の鉄道線は、九広鉄路として1910年に創業した。
陸上では町の商人が商品を運ぶのに余裕があり必要な為に人力車が1874年に日本から始めて輸入された際に非常に大衆的なものになった。駕籠はピークトラムが創業するまで人力車では登れない急勾配のためにヴィクトリア・ピークに住む裕福なヨーロッパ人には好まれた交通手段であった。香港最初の自動車は、内燃機関があり、1903年-05年に到着した。当初は大衆には受け入れられなかった。1910年ごろになってようやく世間に受け入れられるようになった。所有者の殆どは、イギリス人であった。様々な独立企業による運営されるバスは、政府が1933年に政府が中華汽車有限公司を国有化するまでの1920年代に繁盛した。
飛行艇は1928年に香港に到着したイギリス最初の飛行機であった。1924年までに啓徳空港も造られることになった。帝国航空からの最初の飛行は、1937年までに一回の飛行が288ポンドで行われることになった。

### 病院と歓待
1841年にイギリスが香港を占領してまもなくプロテスタントとカトリックの宣教師が、社会保障の提供を開始した。イタリアの宣教師は、1843年にイギリスと中国の少年だけを対象にした青年教育を開始した。「聖ポル＝ド・シャルトルカトリックフランス姉妹会」は最初の孤児院の一つであり、養老院が1848年に創設された。1870年、東華病院は香港で最初の官立病院になった。多くの社会保障を行い、香港島と広東省で無料の予防接種を行っていた。1877年の中国の飢饉に際して基金が集まると、多くの官立病院が、多数派の中国人を代表する権力とともに東華病院の精鋭になった。この時代に流行したホテル事業にヴィクトリアホテル、ニューヴィクトリアホテル、キングエドワードホテルがあった。

### 金融
1864年、最初の大規模な近代的銀行香港上海銀行が、香港をアジアの金融の焦点にすべく創立された。頭取トーマス・ジャクソン・バート卿の像が、女王像広場にある。銀行は初めて1864年に月500香港ドルでウォードリーハウスを賃貸した。資本金を500万香港ドルに増資すると、銀行は1865年に開業した。香港証券取引所も1891年に開業することになった。

### 資源
1890年12月、香港電力集団有限公司はカチック・ポール・チャターの協力を得て事業を開始した。ガス灯から電球へ移行する最初の段階であった。ジャーディン・マセソンのような会社は、政府の全歳入に匹敵するほどの富を蓄財する「香港土地取引会社」を立ち上げることになった（「中華電力有限公司」を参照）。

## 政治

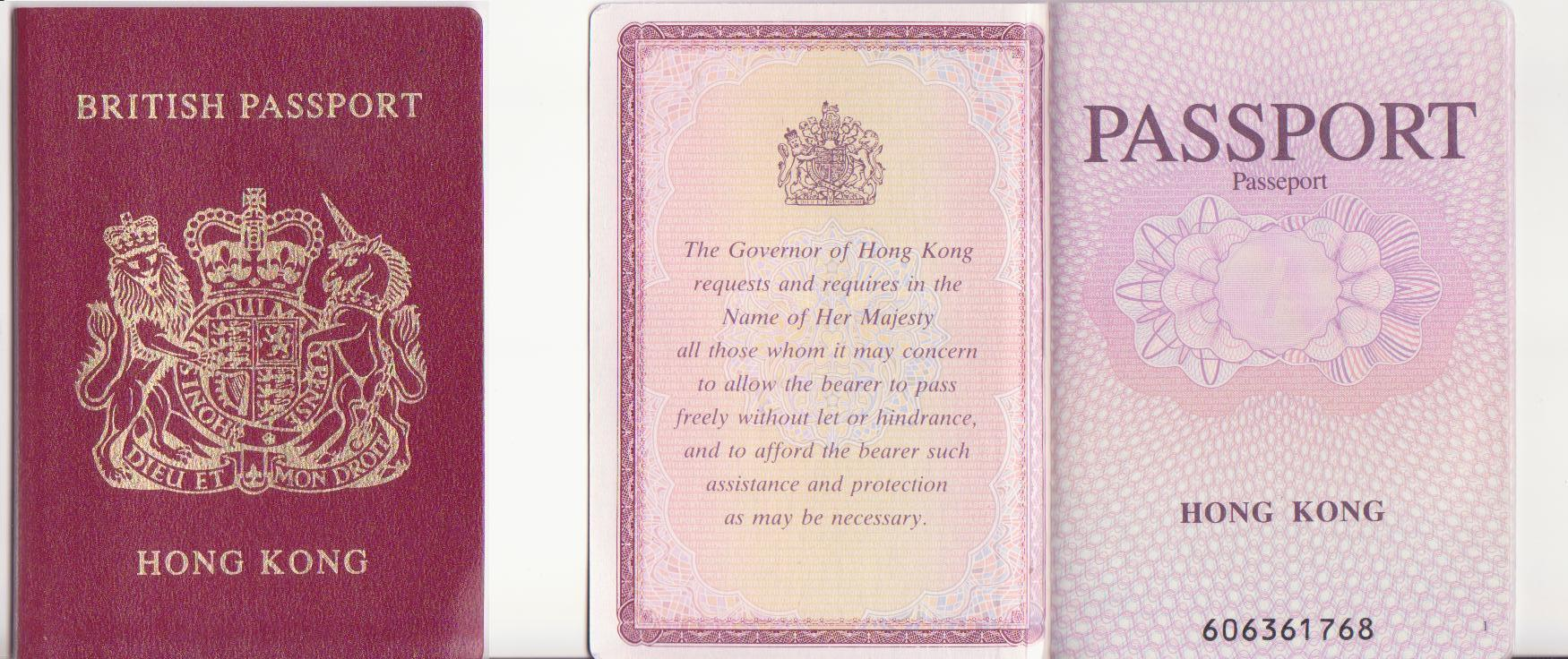
香港人民に発給されるイギリスの旅券

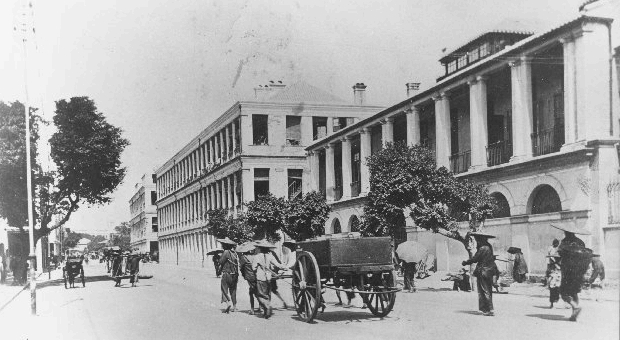
海軍工廠（中央）、皇后大道、1894年

ある観察者は植民地化する時期を「政治、宣伝、恐慌、流言蜚語、暴動、革命、難民」と位置付けた。中国人難民にとっての政治的な安全弁としての香港の役割は、更に強固なものになり、所有権を逆転しようとする僅かな試みが、1900年代初頭に始まった。中国共産党と中国国民党の扇動者は、ともに中国の騒乱に積極的に関わらなかった時期に香港に避難した。しかし1920年代と1930年代の造船所労働者のストライキは、当局が共産党に広範にその責任を押し付け、反動の原因になった。1920年のストライキは、32セント賃金が上昇して終わった。
金耀基は物議を醸した1975年の香港の併呑で植民地香港の統治を「エリートにより合意された政治」と主張した。その中で適法な香港の統治機構に挑戦する有能なエリートや軍の連合体は、委員会を監視する指導的な政治活動家、実業家などのエリートを任命することで組織を存在させ、イギリスの名誉を保証し、香港の競馬クラブのようなエリート機構に組み込むことで委員に任命されることになったと主張した。中国の清後期の政治機構を表すジョン・K・フェアバンクの用語の拡大であるシナーキーと呼んだ。
近代中国が最後の王朝が終焉して始まると、香港で行われた最初の政治声明の一つは、辮髪から短髪への即時変更であった。1938年、広州市が日本軍の手に落ち、香港が軍事戦略上東アジアの全貿易にとって重要であるとみなされた。ウィンストン・チャーチルは香港は「難攻不落の要塞」であると請け合ったが、実際にはイギリス陸軍が二正面作戦で手薄になった為に現状に対する反応として行われたものであった。

## 参照
1. 1 2 3 4 5 6 7 8 9 10 11 12 13 14  Wiltshire, Trea. [First published 1987] (republished & reduced 2003). Old Hong Kong - Volume One. Central, Hong Kong: Text Form Asia books Ltd. ISBN Volume One 962-7283-59-2
2. ↑  http://www.buzzle.com/articles/history-of-tea-in-hong-kong-tea-opium-and-the-balance-of-trade.html
3. ↑  Chaos umd.edu. "Chaos umd.edu." Article. Retrieved on 2007-07-03.
4. 1 2 3  Base closure to end Royal Navy's Far East presence, Associated Press, 4 November 1997
5. ↑  Eric Cavaliero, Harbour bed holds memories, The Standard, 13 November 1997, quoting P J Melson: White Ensign - Red Dragon: the History of the Royal Navy in Hong Kong 1841 to 1997
6. 1 2  John Thomson 1837-1921, Chap on Hong Kong, Illustrations of China and Its People (London,1873-1874)
7. ↑  Info Gov HK. "Hong Kong Gov Info." History of Hong Kong. Retrieved on 2007-02-16.
8. 1 2  Stanford, David. [2006] (2006). Roses in December. Lulu press. ISBN 1847539661
9. ↑  Race War!: White Supremacy and the Japanese Attack on the British Empire by Gerald Horne, New York University Press, 2003
10. 1 2 3 4 5 6 7 8 9 10  Wiltshire, Trea. [First published 1987] (republished & reduced 2003). Old Hong Kong - Volume Two. Central, Hong Kong: Text Form Asia books Ltd. ISBN Volume Two 962-7283-60-6
11. ↑  Carroll, John Mark. Edge of Empires:Chinese Elites and British Colonials in Hong Kong. Harvard university press. ISBN 0674017013
12. 1 2  Lim, Patricia. [2002] (2002). Discovering Hong Hong's Cultural Heritage. Central, Hong Kong: Oxford University Press. ISBN Volume One 0-19-592723-0
13. ↑  Bard, Solomon. [2002] (2002) Voices from the Past: Hong Kong 1842-1918. Hong Kong:HK University Press. ISBN 9622095747
14. ↑  Bray, Mark. Koo, Ramsey. [2005] (2005) Education and Society in Hong Kong and Macao: Comparative Perspectives on Continuity and Change. Hong Kong: Springer Press. ISBN 1402034059
15. ↑  Tsai, Jung-fang. [1995] (1995). Hong Kong in Chinese History: community and social unrest in the British Colony, 1842-1913. ISBN 0231079338
16. ↑  England, Vaudine. [1998] (1998). The Quest of Noel Croucher: Hong Kong's Quiet Philanthropist. Hong Kong university. ISBN 9622094732
17. ↑  Coates, Austin. [1977] (1977). A Mountain of Light: the story of the Hongkong Electric Company. Heinemann. OCLC 4491093